# Confession (film 2005)
Confession è un film del 2005 scritto e diretto da Jonathan Meyers.

## Trama
Nella piccola scuola cattolica di St. Michael, governata dal priore Padre Abbott, gli studenti sono tenuti a rispettare un regolamento rigido e incorruttibile, dovendo trovare forme di svincolo unicamente nello studio. Ma se esistono delle regole a Luther Scott non dispiace infrangerle. Uno dei suoi passatempi preferiti è infatti quello di organizzare, assieme al fido compagno di stanza Robbie, dei ritrovi notturni con i compagni, all'insegna di alcol, sigarette, riviste e film illegali. Ma l'insicuro David Bennett, uno dei tanti compagni di Luther, non accettando più la subordinazione a questi, decide di fare la spia, rivelando a Padre Thomas ciò che puntualmente accade di notte nella stanza dei giovani. In men che non si dica, Padre Thomas, dopo aver scoperto, apparentemente in maniera accidentale, uno dei "festini" da Luther, vi perquisisce la camera, confisca ogni tipo di refurtiva e dichiara l'imminente sospensione di Luther e Robbie.
La notte prima della loro cacciata, i due ragazzi decidono di farla pagare a Bennett, ma nel banale tentativo di spaventarlo, Luther si lascia prendere la mano, facendo cadere Bennett da un ponte. Disperdendo le proprie tracce dal luogo del delitto, Luther si traveste da prete, abbandonando il compagno di stanza con il corpo di Bennett tra le braccia.
Quindi Luther si rifugia nella chiesa dell'istituto e, giunto dal confessore di quell'ora, Padre Michael Kelly, gli confessa con strazio e pentimento quello che aveva di lì a poco compiuto.
In breve, però, il corpo di Bennett, nascosto provvisoriamente dal disperato Robbie in un cassonetto dell'immondizia, viene scoperto da uno studente, e la polizia, accorsa sul luogo, campeggia presso la scuola per condurre le indagini. Capeggiata dall'acuto detective William Fletcher, la squadra, nel corso dell'investigazione, scopre che un testimone, un semplice autista di una jeep, aveva scorto, sterzando bruscamente, la tipica tunica di un prete attraversargli la strada davanti ai fari spianati - in realtà trattasi di Luther, che si era travestito proprio in tal modo -. A questo punto, collegando la deposizione del testimone al fatto che quella notte a presenziare le confessioni era presente l'innocente Michael Kelly, Fletcher ha le idee ben chiare. Sospettato così di omissione di fatti, omicidio e occultamento di cadavere, il prete finisce in manette, davanti agli occhi increduli di tutta la scuola.